# Funafuti
Funafuti est un atoll des Tuvalu, un état archipélagique d'Océanie. Il constitue la capitale de ce royaume et abrite sa plus grande ville, Vaiaku, où siègent le gouvernement et les institutions. L'aéroport international de Funafuti s'y trouve.

## Histoire

### Période précoloniale

#### Légendes et traditions
Selon une légende rapportée par le missionnaire George Turner, le premier habitant de Funafuti était le poisson-globe, dont les descendants étaient des hommes et des femmes. Une autre tradition orale raconte que le père fondateur était Telematua (ou Telemaiatua), supposément un géant, qui serait venu sur l'île avec ses deux femmes depuis Samoa. Il ne resta cependant pas de façon permanente, mais partit à la recherche de terres plus belles et fertiles, pour finalement s'installer à Vaitupu.

#### Incursions et invasions

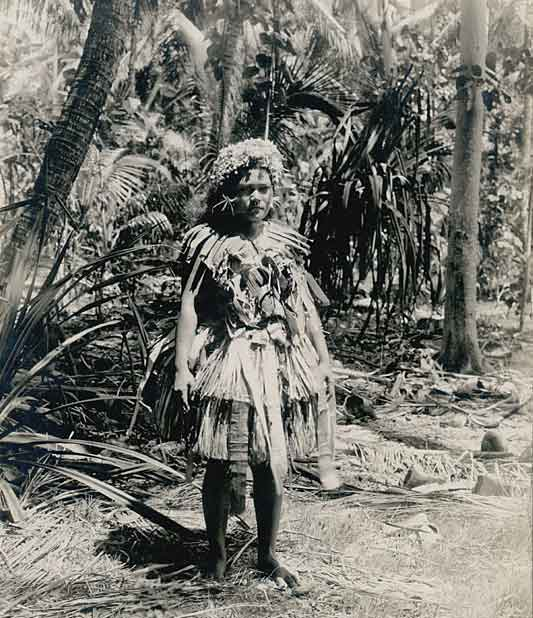
Femme habitant Funafuti (1900)

Les ancêtres des habitants de Funafuti sont supposés venir de Samoa.
Le fils et successeur de Telematua était Kaitosuga, qui aurait introduit sur l'île le taro des marais (Cyrtosperma merkusii), une plante alimentaire importante. La tradition rapporte également une vague d'immigration en provenance de Kiribati, qui se serait mélangée à la population autochtone, ainsi qu'une invasion de guerriers venus de Tonga. Il est dit que les Tongiens arrivèrent avec deux ou trois canoës, chacun rempli de 100 guerriers, et massacrèrent le chef Toua ainsi qu'une grande partie des habitants de Funafuti par pure soif de sang. Son petit-fils, un grand guerrier, réussit à repousser d'autres invasions tongiennes, mais finit par mourir dans une bataille sanglante. L'un des successeurs de Toua répartit la propriété des terres, qui jusque-là étaient la propriété exclusive du grand chef (aliki tupu), parmi les grandes familles. Dans la première moitié du 19e siècle, il y eut une querelle entre Funafuti et l'île de Nukulaelae, au cours de laquelle des guerriers de Funafuti naviguèrent vers l'île voisine et tuèrent de nombreux habitants.
Le premier occidental à visiter Funafuti était Aaron T. P. Pease, originaire de New York et capitaine dans la marine britannique. Aaron T. P. Pease découvrit Funafuti en mai 1819 lors de son passage au sud des Tuvalu, et nomma le lieu d'après un homme politique britannique, Edward Ellice.
L'United States Exploring Expedition dirigée par Charles Wilkes arriva à Funafuti en 1841.

#### Système social et religieux
Il est impossible de vérifier si ces récits ont une part de vérité, car ils reposent uniquement sur la transmission orale. Les insulaires n'avaient pas développé d'écriture propre. En réalité, comme le montrent les comparaisons linguistiques, les premiers habitants de Funafuti étaient des Polynésiens qui, dans le cadre de l'expansion polynésienne, ont très probablement immigré de Samoa, et peut-être aussi de Tonga.
Avant l'arrivée des missionnaires, les autochtones de Funafuti étaient adeptes de la religion naturelle, ils vénéraient les forces de la nature, les oiseaux, les poissons et les esprits, ainsi que des ancêtres déifiés. Il semble que le pouvoir religieux et le pouvoir temporel, la fonction de prêtre (vakatua) et celle de chef (aliki), étaient réunis en une seule personne. En tant qu'aliki tupu (grand chef ou « roi », comme l'appelaient les Européens), on choisissait le plus ancien homme parmi l'une des quatre familles dirigeantes de l'île principale Fongafale. Le système de gouvernement des aliki a pris fin avec l'arrivée des missionnaires de Samoa. Le dernier aliki tupu était Elia, qui est mort en 1902.

### Politique
Funafuti est baptisée en 1819 du nom de « Ellice Islands » (îles Ellice, au pluriel) par le capitaine Arent de Peyster qui observe les îles de l'atoll à partir du Rebecca, navire dont le chargement était la propriété d'un parlementaire britannique, Edward Ellice. Ce nom est étendu à tout l'archipel en 1852 par l'expédition Wilkes, comprenant les navires Peacock et Flying Fish. Tuvalu devient un protectorat britannique en 1892, le protectorat des Ellice. Il est intégré dans les îles Gilbert et Ellice.

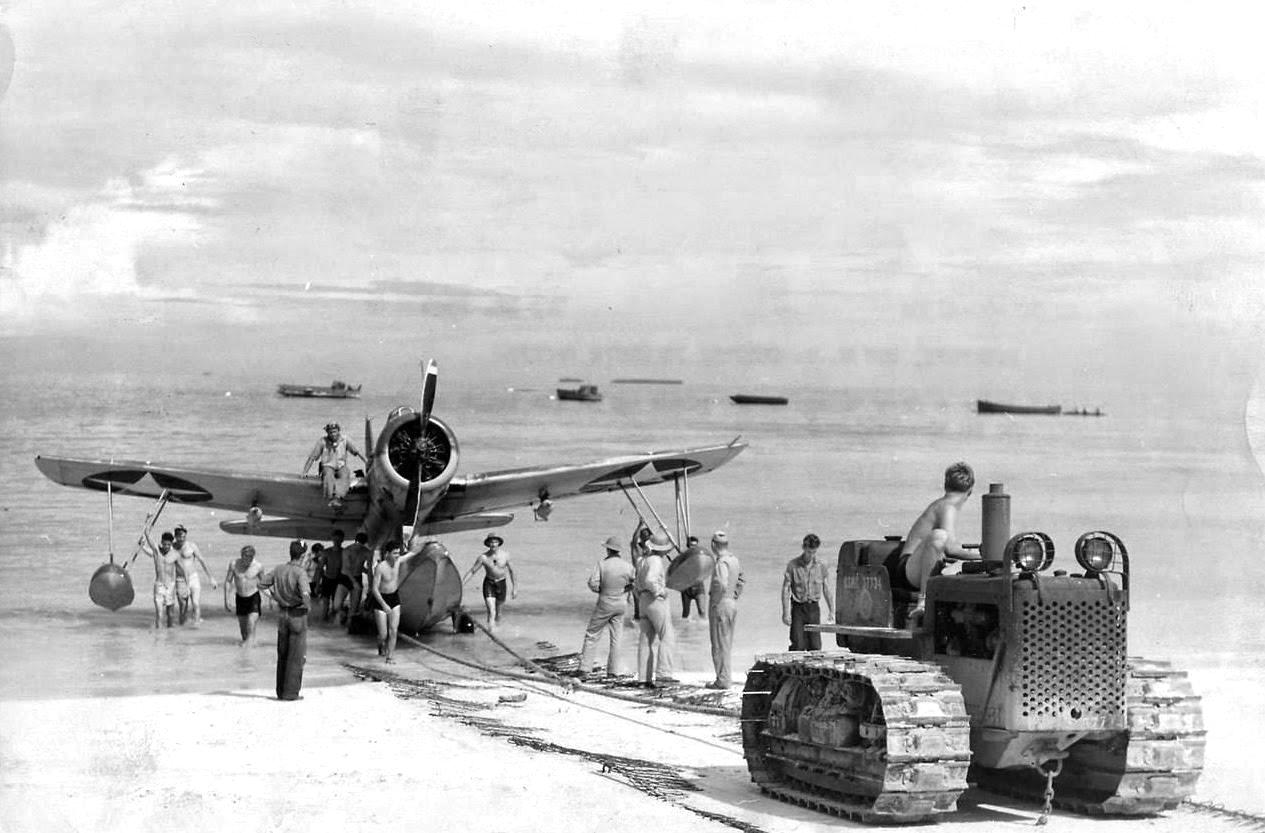
Un tracteur de l'armée américaine tracte un hydravion sur une plage de Funafuti en 1943.

Pendant la Seconde Guerre mondiale, l'armée américaine installe en 1942 une base à Funafuti avec plusieurs milliers de soldats. Une piste d'atterrissage est créée en comblant plusieurs hectares de marais et de mangroves, avec des blocs de corail prélevés dans le lagon et directement creusés dans différents îlots de Funafuti. Cette piste devient l'aéroport international de Funafuti. L'aviation japonaise attaque à neuf reprises Funafuti en 1943.
En 1975, les îles Ellice redeviennent une colonie, jusqu'à l'indépendance des Tuvalu en 1978.
En 1978, Tuvalu obtient son indépendance. À partir de cette date, Funafuti jouit du statut de capitale des Tuvalu. Les services gouvernementaux s'y installent et des emplois sont créés.

### Démographie
En 1863, un navire péruvien enlève les deux-tiers des habitants de Funafuti (plusieurs centaines de personnes) pour les emmener de force dans les mines de guano au Pérou. Ils enlèvent également de nombreux habitants à Nukulaelae.
En 1884, Funafuti compte 240 habitants, ce qui représente 7% de la population des Tuvalu. Lors de l'accession à l'indépendance, de nombreux Tuvaluans migrent vers la capitale : Funafuti gagne 653 habitants entre 1991 et 2002. En 1999, les Tuvaluans qui travaillaient dans les mines de phosphate à Nauru et Banaba rentrent à Funafuti, ce qui engendre une nouvelle hausse de la population. Les géographes Caroline Rufin-Soler et Yannick Lageat notent qu'« aucune île-capitale dans le Pacifique n'a connu une augmentation aussi rapide de sa population ».
Cette croissance démographique très importante entraîne des conflits d'usage du foncier, ainsi qu'une pression accrue sur les ressources environnementales de l'atoll. La densité est passée de 280 habitants au km2 en 1978 à 3 500 habitants au km2 en 2015.
La population est estimée à 8 043 habitants en 2025.

## Géographie

### Localisation et occupation de l'espace
Funafuti est situé dans le centre des Tuvalu, au nord-ouest de l'atoll de Nukulaelae et au sud-ouest de l'atoll de Nukufetau et de l'île de Vaitupu. Il s'agit d'un atoll de forme allongée dans le sens nord-sud et de 25 x 18 kilomètres de largeur, autour d'un grand lagon appelé en tuvaluan te namo. C'est le plus grand atoll des Tuvalu, avec une surface de 270 hectares.
Le récif corallien qui entoure le lagon supporte 33 motus de 20 à 400 mètres de largeur dont le plus grand, Fongafale. Ce dernier accueille la majorité des 4 492 habitants de l'atoll, les autres habitants se trouvant sur les îles de Funafala dans le sud de l'atoll (22 habitants) et Amatuku dans le nord (52 habitants). Le gouvernement des Tuvalu siège à Vaiaku, dans l'est de l'atoll.

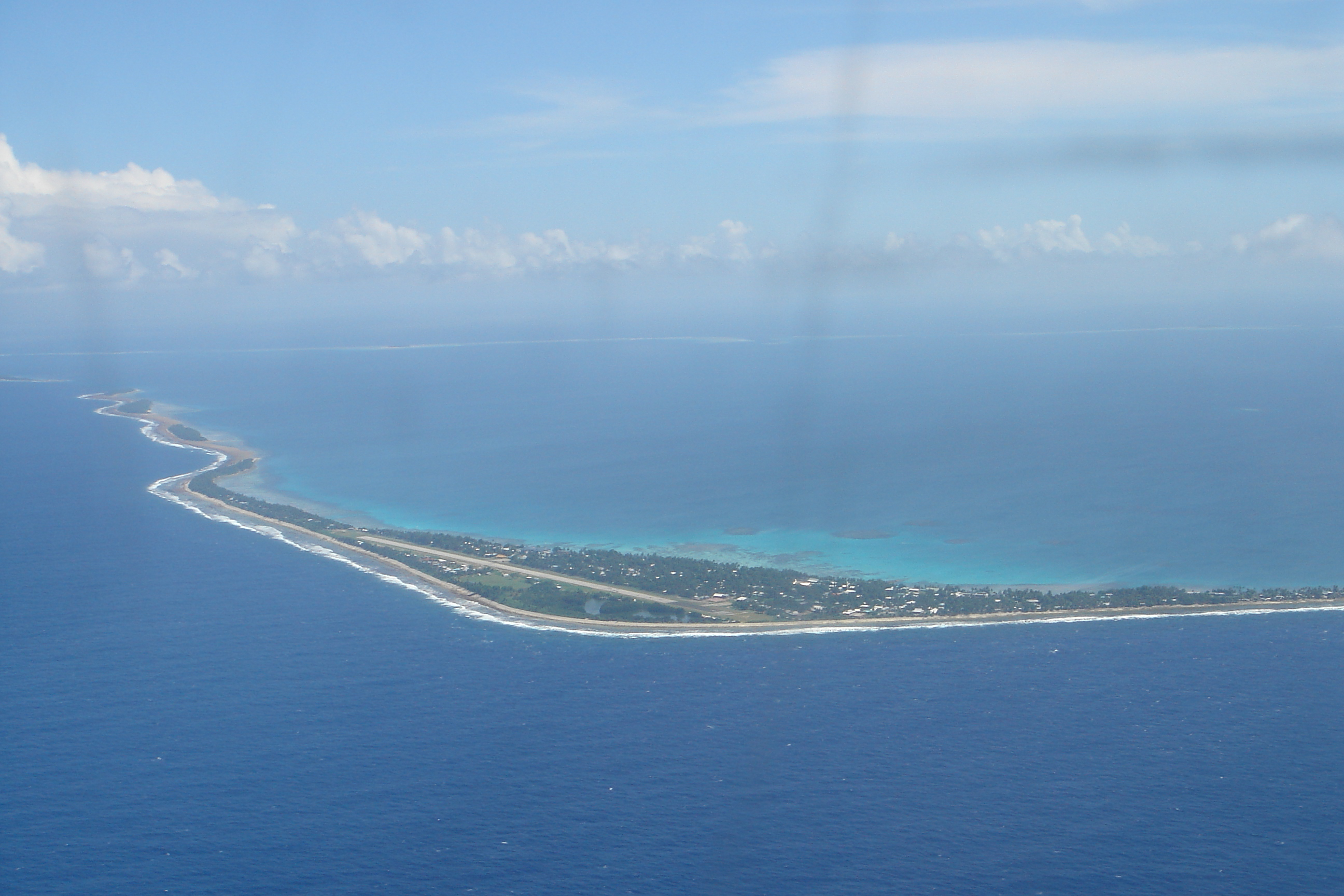
Photographie aérienne de Fongafale, avec l'aéroport international de Funafuti.
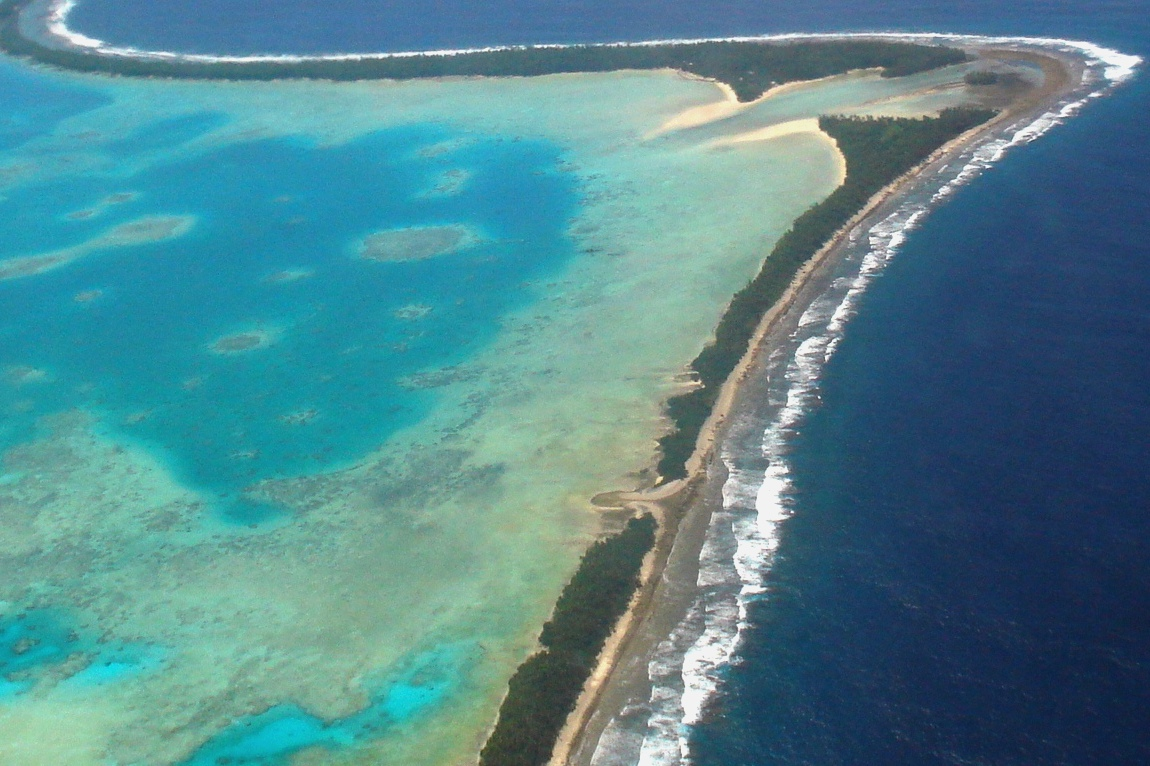
Vue aérienne de Funafuti.
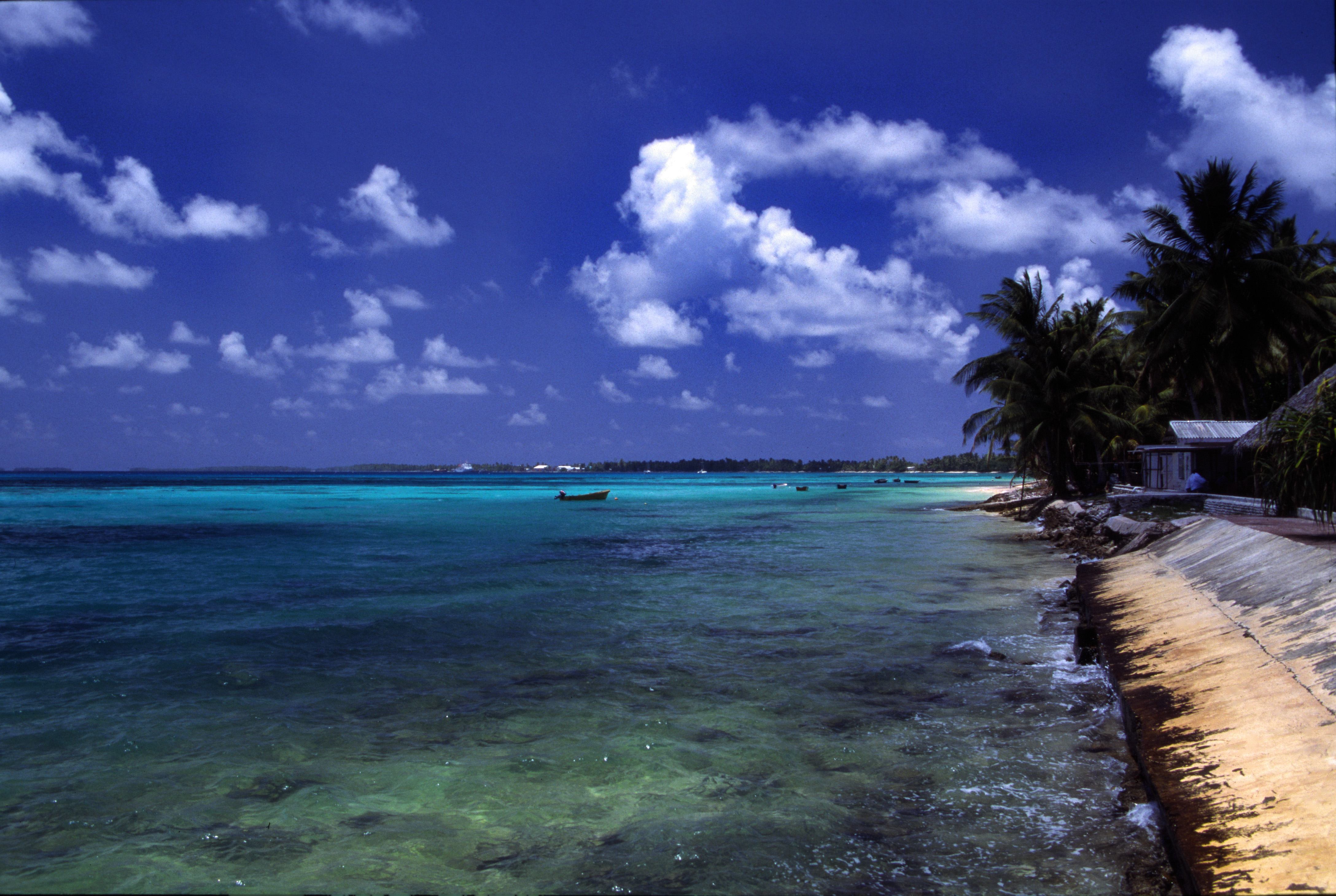
Rivage de Funafuti.
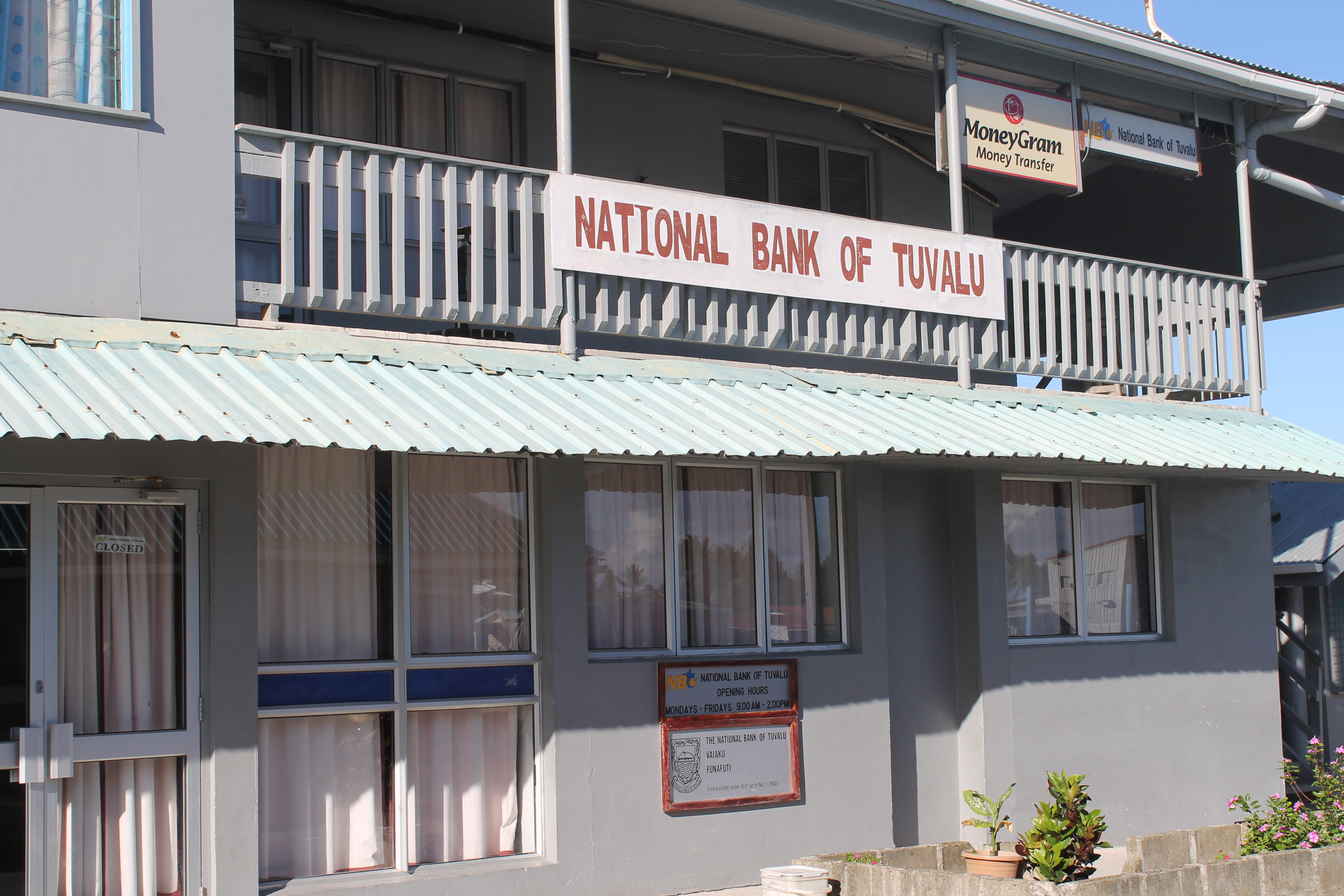
Banque nationale des Tuvalu à Funafuti.
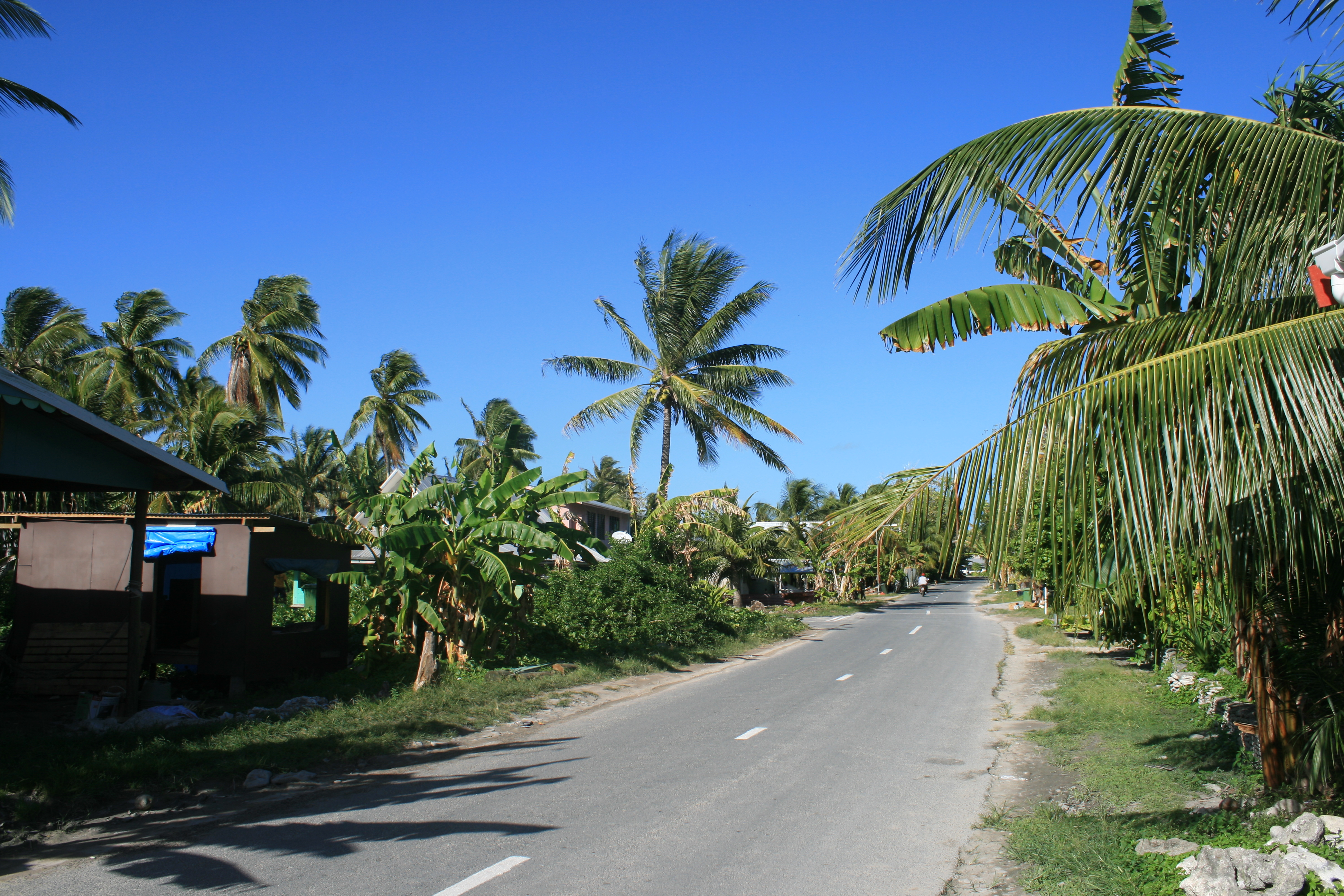
Route à Funafuti.
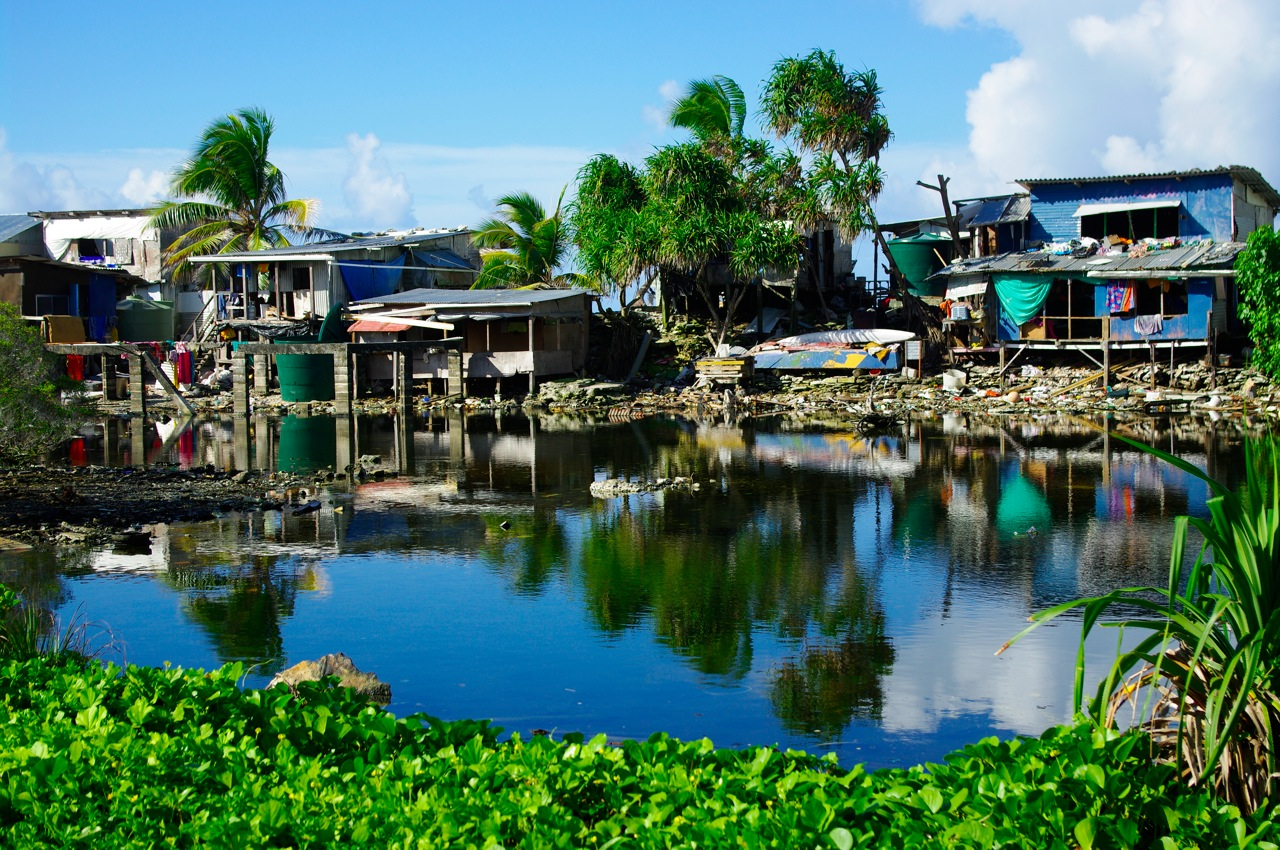
Habitations à Funafuti.
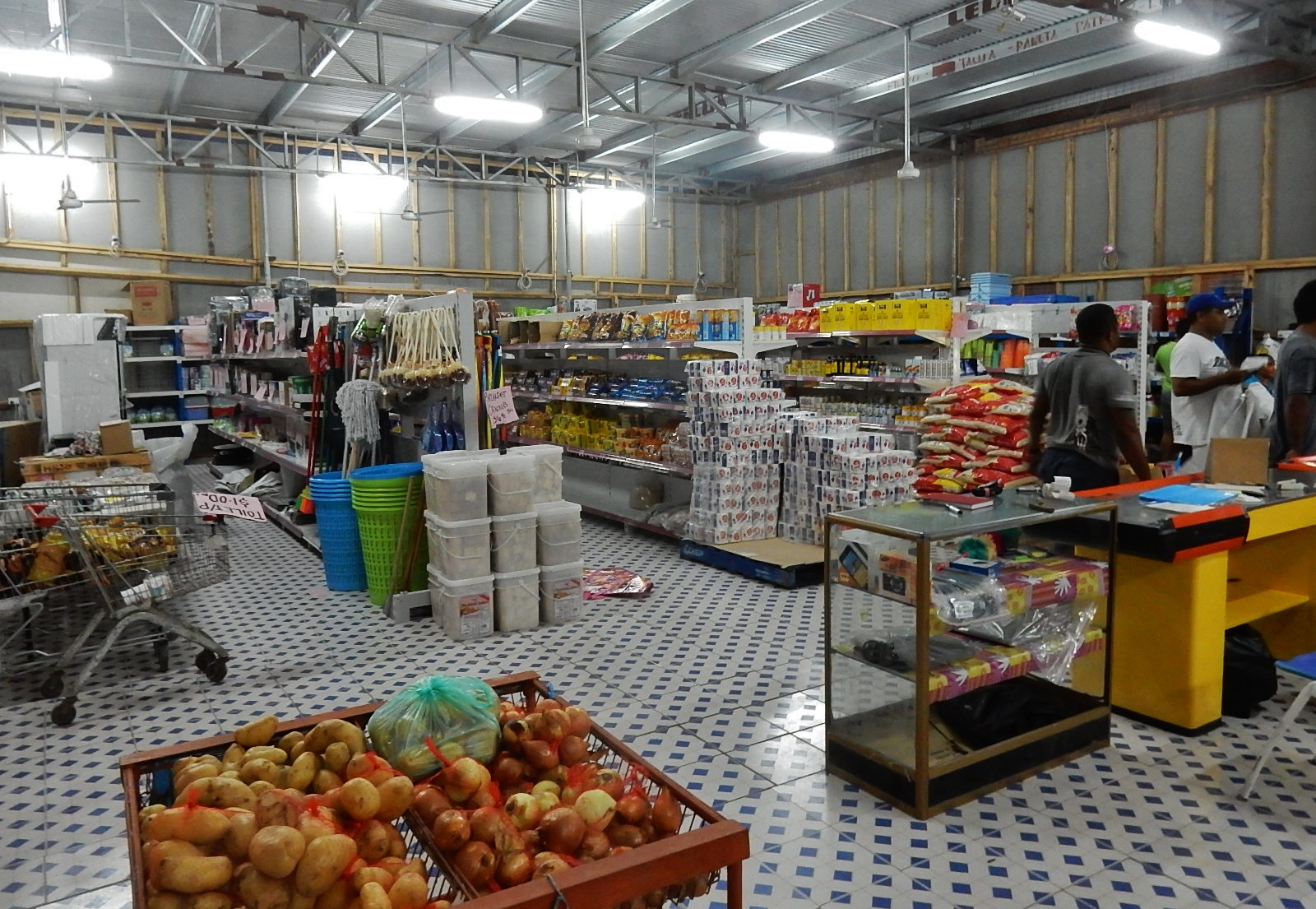
Supermarché à Funafuti
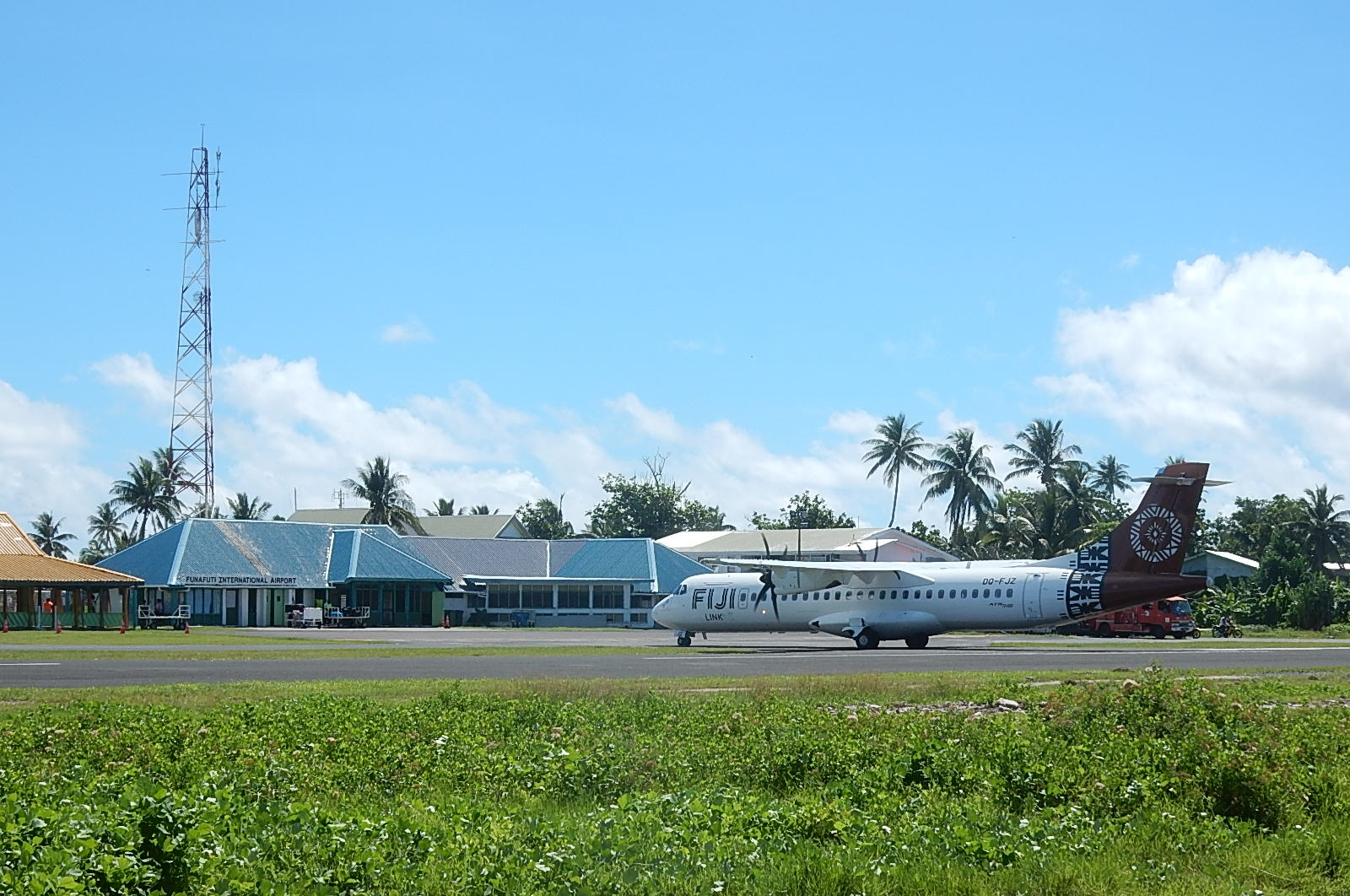
Aéroport International de Funafuti.

### Îles constituantes
Funafuti est constitué d'au moins 33 îles coralliennes.
- Amatuku
- Avalau
- Falaoigo
- Falefatu
- Fatato
- Fongafale
- Fuafatu
- Funagogo
- Funafekei
- Funalopa
- Funafala
- Funamanu
- Luamotu
- Matakau
- Motuje
- Motulua
- Muliatafala
- Papa Elisec
- Pukasavilivi
- Teafuaafua
- Teafualiku
- Tefala
- Talei
- Tengako
- Tengasu
- Tepekau
- Tepekavilivi
- Tutanga
- Vasaafua

### Eau potable
L'île de Fongafale repose sur une lentille d'eau douce, mais qui n'est plus utilisée pour la consommation humaine depuis la Seconde Guerre mondiale. Cette lentille subit l'infiltration des eaux salées de l'océan, ce qui fragilise la culture du taro géant des marais. Elle est également polluée par les déjections animales des élevages de cochons et les déjections humaines. Il n'y a pas de réseau d’assainissement à Funafuti, ce qui pose des problèmes de santé publique.

L’apport en eau potable est assuré par la récupération des eaux de pluie chez les particuliers, ainsi qu'un dessalinisateur d'eau de mer installé en 1999 puis renouvelé en 2006. L'atoll est soumis au phénomène la Niña, ce qui fait grandement varier les précipitations à Funafuti (entre 2 225 mm et 6 770 mm selon les années). En 2011, Funafuti connaît ainsi une pénurie d'eau potable. 
| \| Amatuku Avalau Falaoigo Fale Fatu Fatato Fongafale Fuafatu Fuagea Fualefeke Fualopa Funafala Funangongo Funamanu Luamotu Mateiko Motugie Motuloa Mulitefala Nukusavalivali Paava Te Afuafou Te Afualiku Tefala Tefota Telele Tengako Tengasu Tepuka Tepuka Vili Vili Tutanga Vasafua Lagon de Funafuti Océan Pacifique Vaiaku \| Carte de l'Atoll de Funafuti. |
| Amatuku Avalau Falaoigo Fale Fatu Fatato Fongafale Fuafatu Fuagea Fualefeke Fualopa Funafala Funangongo Funamanu Luamotu Mateiko Motugie Motuloa Mulitefala Nukusavalivali Paava Te Afuafou Te Afualiku Tefala Tefota Telele Tengako Tengasu Tepuka Tepuka Vili Vili Tutanga Vasafua Lagon de Funafuti Océan Pacifique Vaiaku                                     |

## Monuments
- Tausoa Lima Falekaupule est la maison de réunion traditionnelle de Funafuti. Tausoalima signifie "main d'amitié" et Falekaupule signifie "salle de réunion traditionnelle de l'île".
- L'Hôtel Funafuti Lagoon et d'autres maisons d'hôtes ainsi que des habitations, construites tant de manière traditionnelle, en feuilles de palmier, que plus récemment en blocs de ciment.
- Le bâtiment le plus remarquable de l'atoll de Funafuti est le Fētu'ao Lima (Église Morning Star) de l'Église de Tuvalu.
- Les vestiges d'avions japonais qui se sont écrasés sur Funafuti pendant la Seconde Guerre mondiale.
- L'aérodrome, construit pendant la Seconde Guerre mondiale, adapté pour servir de Aéroport international de Funafuti, qui est à la fois la piste d'atterrissage pour les vols en provenance de Fidji et un lieu pour des activités sportives et récréatives.
- Le Parlement des Tuvalu ou Palamene o Tuvalu, situé à Fongafale, avec les bureaux des départements gouvernementaux et des agences gouvernementales, y compris la Corporation des télécommunications de Tuvalu, la Banque nationale de Tuvalu, le Bureau philatélique de Tuvalu, le Service météorologique de Tuvalu, la Bibliothèque et archives nationales de Tuvalu et le Département des médias de Tuvalu qui gère Radio Tuvalu.
- Le service de police de Tuvalu, avec son quartier général et sa prison à Fongafale.
- La Cour suprême de Tuvalu, située à Fongafale.
- L'Hôpital Princess Margaret, le seul hôpital de Tuvalu, situé à Fongafale.

## Personnalités notables
- Toaripi Lauti, (28 novembre 1928 – 25 mai 2014) : premier ministre en chef des îles Ellice (du 2 octobre 1975 au 1er octobre 1978) ; premier Premier ministre de Tuvalu (du 1er octobre 1978 au 8 septembre 1981) ; troisième gouverneur général de Tuvalu (du 1er octobre 1990 au 1er décembre 1993).
- Kamuta Latasi, (né en 1936) : quatrième Premier ministre de Tuvalu (de 1993 à 1996) ; président du Parlement de Tuvalu (de 2006 à septembre 2010, et de décembre 2010 à mars 2014).
- Kausea Natano (né le 5 juillet 1957)[12] a été le 13e Premier ministre de Tuvalu (du 19 septembre 2019 au 26 février 2024). Il a représenté Funafuti en tant que membre du Parlement depuis les Élections générales tuvaluanes de 2002 jusqu'aux Élections générales tuvaluanes de 2024.